# 气热菌属
气热菌属為硫还原球菌目硫还原球菌科的一属革兰氏阴性菌。栖息于海岸硫磺口。细胞不规则球状。此属的模式种为敏捷气热菌(Aeropyrum )。

## 下属物种
本属包括以下物种：
- Aeropyrum camini Nakagawa et al. 2004
- 敏捷气热菌 Aeropyrum pernix Sako et al. 1996